# Abborrtjärnen (Stensele socken, Lappland, 722404-153139)
Abborrtjärnen är en sjö i Storumans kommun i Lappland och ingår i Ångermanälvens huvudavrinningsområde.